# 阿干歌
阿干歌，是鮮卑人慕容廆在公元285年創作的鮮卑人民的流行歌曲。它保存在中文翻譯中，是對他的兄弟遷往西方的遺憾。
阿干這字在鮮卑語解兄長，與蒙古語的阿加相同，在突厥語和通古斯語中存在相同的詞，但鮮卑一般被認為是蒙古族祖先。這使這首歌成為蒙古語言的最早證明之一。這首歌於1939年首次被翻譯成英文。

## 背景
吐谷渾與慕容鮮卑的分離發生在西晉（265-316），傳說這種分離是由於慕容吐谷渾與其弟弟慕容廆之間的爭鬥造成的。真正的原因是對汗國地位的激烈鬥爭和對他們未來方向的分歧。而吐谷渾則保留了鮮卑文化和生活方式。分歧導致吐谷渾被宣佈為可汗，他最終以晉王的頭銜進行了漫長的西行之旅，隨後還有其他鮮卑和烏桓部落加入，在穿越遼寧西部時，更多的鮮卑部落加入，在283年，慕容吐谷浑率所部1700户西迁到陰山。 313年左右，慕容吐谷浑又从阴山南下，至陇西之地。以此为根据地建国。
慕容吐谷渾從東北出發後，慕容廆創作了一首阿干歌，即兄長之歌。這首歌感嘆了他對兄長悲傷和嚮往。傳說，慕容廆經常唱這首歌直到去世，然後這首歌傳播到中國中部和西北部。他領導的慕容鮮卑先後成立了前燕（281-370），西燕（384-394），後燕（383-407）和南燕（398-410）。